# 유니버스 (글꼴)

유니버스

유니버스(Univers)는 1954년 앤드리안 프루티거(Adrian Frutiger)가 디자인한 산세리프체의 이름이다.
원래 1957년 Deberny & Peignot가 출시한 이 글꼴 라이브러리는 1972년 Haas에 인수되었다. 그 뒤 Haas'sche Schriftgiesserei의 인수에 따라 1985년에 D. Stempel AG에, 1989년에 Linotype collection에 전달되었다.

## 참조
1. ↑  Meggs, Philip B. (1998). "Meggs' History of Graphic Design - 4th Edition". John Wiley & Sons. p.361. ISBN 0-471-69902-0